# Municipio de Beaver (condado de Noble)
El municipio de Beaver (en inglés: Beaver Township) es un municipio ubicado en el condado de Noble en el estado estadounidense de Ohio. En el año 2010 tenía una población de 767 habitantes y una densidad poblacional de 10,09 personas por km².

## Geografía
El municipio de Beaver se encuentra ubicado en las coordenadas 39°54′6″N 81°16′36″O / 39.90167, -81.27667. Según la Oficina del Censo de los Estados Unidos, el municipio tiene una superficie total de 76 km², de la cual 75,74 km² corresponden a tierra firme y (0,34 %) 0,26 km² es agua.

## Demografía
Según el censo de 2010, había 767 personas residiendo en el municipio de Beaver. La densidad de población era de 10,09 hab./km². De los 767 habitantes, el municipio de Beaver estaba compuesto por el 99,09 % blancos, el 0,13 % eran afroamericanos, el 0,39 % eran asiáticos y el 0,39 % eran de una mezcla de razas. Del total de la población el 0 % eran hispanos o latinos de cualquier raza.